# Jean Dannenmuller
Jean Dannenmüller (21 novembre 1913 - 25 août 1998) est un journaliste et résistant français.

## Biographie
Ouvrier, puis journaliste, avant la guerre à la Vie catholique ensuite à L’Aube, après la Libération à L'Aube de nouveau, comme directeur du service étranger jusqu'en 1951, à l’Agence France-Presse, au groupe Amaury (Le Parisien Libéré, Carrefour dont il fut directeur-gérant après 1966).
Il a été militant du Sillon de Marc Sangnier.
Sous l'Occupation, il participe activement à la Résistance. Il est en particulier le secrétaire de Georges Bidault. Il est arrêté et déporté à Dachau et s'en est évadé 2 fois.

## Famille
Il appartenait à une famille catholique pratiquante dont un des membres était prêtre. 
Sa fille Élisabeth fut la première épouse de Lionel Jospin et la mère d'Eva Jospin, née en 1975, dont il est donc le grand-père maternel.

## Distinctions
- Chevalier de la Légion d'honneur (1948)[3]
- Médaille de la Résistance française avec rosette (décret du 24 avril 1946)[4]